# Peter Abrahams (scrittore statunitense)
Peter Abrahams (Boston, 28 giugno 1947) è uno scrittore statunitense.
È l'autore del romanzo L'idolo, da cui è stata tratta la sceneggiatura del film The Fan - Il mito.

## Opere[2]
- The Fury of Rachel Monette, 1980
- Tongues of Fire, 1982
- Red Message, 1986
- Hard Rain, 1988
- Gli abissi dell'amore (Pressure Drop), 1989[3]
- Revolution #9, 1992
- Lights Out, 1994
- L'idolo (The Fan), 1995; ripubblicato in Italia nel 1997 come Il mito - L'idolo[3]
- A Perfect Crime, 1998
- Crying Wolf, 2000
- Last of the Dixie Heroes, 2001
- The Tutor, 2002
- Their Wildest Dreams, 2003
- Oblivion, 2005
- Down the Rabbit Hole, 2005
- Finale al nero (End of Story ), 2006, Il Giallo Mondadori n. 2990 [3]
- Behind the Curtain, 2006
- Nerve Damage, 2007